# 克尼亞日奇 (蘇梅州)
51°53′22″N 34°3′14″E / 51.88944°N 34.05389°E
克尼亞日奇（烏克蘭語：Княжичі）是位於烏克蘭東北部的村莊，由蘇梅州紹斯特卡區的斯韋薩市鎮負責管轄。該村處於斯維薩河畔，距離普斯托霍羅德3公里，海拔高度161米，2001年人口477。